# Thanatus gigas
Thanatus gigas är en spindelart som först beskrevs av Carl Ludwig Koch 1837.  Thanatus gigas ingår i släktet Thanatus och familjen snabblöparspindlar.
Artens utbredningsområde är Grekland. Inga underarter finns listade i Catalogue of Life.